# Archivio di Stato di Prato
L'Archivio di Stato di Prato è l'ufficio periferico del Ministero dei beni e delle attività culturali e del turismo che per legge conserva la documentazione storica prodotta dagli enti pubblici della provincia di Prato e per deposito volontario, custodia temporanea, donazione o acquisto ogni altro archivio o raccolta documentaria di importanza storica.

## Storia
L'Archivio di Stato di Prato è stato istituito nel 1957 come Sottosezione di Archivio di Stato sotto la competenza del Ministero dell’Interno; divenne Sezione di Archivio di Stato con il D.P.R. 30 settembre 1963 n. 1409 e giunse ad essere Archivio di Stato nel 1997 con l’istituzione della Provincia di Prato. Fin dalle origini la sede è nel tardo trecentesco palazzo Datini, situato in via Ser Lapo Mazzei e un tempo abitazione del mercante Francesco di Marco Datini. Il palazzo venne restaurato appositamente per la nuova destinazione.

## Patrimonio
In occasione dell'apertura ufficiale dell'istituto nel 1958, Guido Pampaloni compilò un inventario sommario di gran parte dei fondi conservati, utilizzato ancora oggi come strumento di ricerca in sala studio.
Il nucleo originario dell’istituto fu costituito dall’archivio preunitario del Comune di Prato e dal patrimonio documentario della Casa pia dei Ceppi. Con il primo confluirono anche gli archivi delle arti, delle opere pie, di famiglie e di magistrature giudiziarie (podesteria, pretura, vicariato). Il secondo portò in dote oltre al proprio archivio quelli dei due importanti enti di beneficenza da cui aveva tratto origine nel 1545: il Ceppo Vecchio, istituito nel 1282 da Monte Pugliesi, e il Ceppo Nuovo, fondato dal testamento di Francesco di Marco Datini nel 1410. Di valore assoluto, pervenuto sempre attraverso la Casa pia dei Ceppi, è l’archivio di Marco Datini, fonte unica per lo studio non solo del mondo mercantile europeo della seconda metà del Trecento, ma anche della società e della mentalità dell’epoca. Nel fondo del Comune, si segnalano, in copia dai documenti dell’autorità ecclesiastica, le registrazioni delle nascite di cittadini pratesi dal 1482 (le morti dal 1557) che, circostanza pressoché unica, insieme allo stato civile napoleonico, a quello della Restaurazione e a quello postunitario proveniente dal Tribunale di Firenze, coprono un periodo di quasi cinque secoli.
Depositi di rilievo sono stati quelli degli archivi degli ospedali della Misericordia e del Dolce e dei fondi pervenuti tramite il Comune di Prato: quelli di famiglia, Buonamici, Novellucci, Vai, Martini, Mazzoni, Salvi Cristiani, quello del Teatro Metastasio e le carte di Piero Cironi.
Si ricordano, infine, i versamenti della documentazione del Commissariato di pubblica sicurezza (1865-1965), della Pretura (1865-1965) e dell’Ufficio del registro (1862-1972) e il fondo dell’Opera nazionale dopolavoro di Prato.
Carte di provenienza o di specifico interesse pratese vanno ricercate anche nell'Archivio di Stato di Firenze, in particolare negli archivi notarili, nelle corporazioni religiose, nel Diplomatico e nel fondo Propositura di Santo Stefano di Prato.